# 蔡口集乡
蔡口集乡，是中华人民共和国甘肃省庆阳市庆城县下辖的一个乡镇级行政单位。

## 行政区划
蔡口集乡下辖以下地区：
龙头寺村、六河湾村、周家塬村、虎家渠村、邱家湾村、蔡口集村和高塬村。